# Süddeutsche Täufer

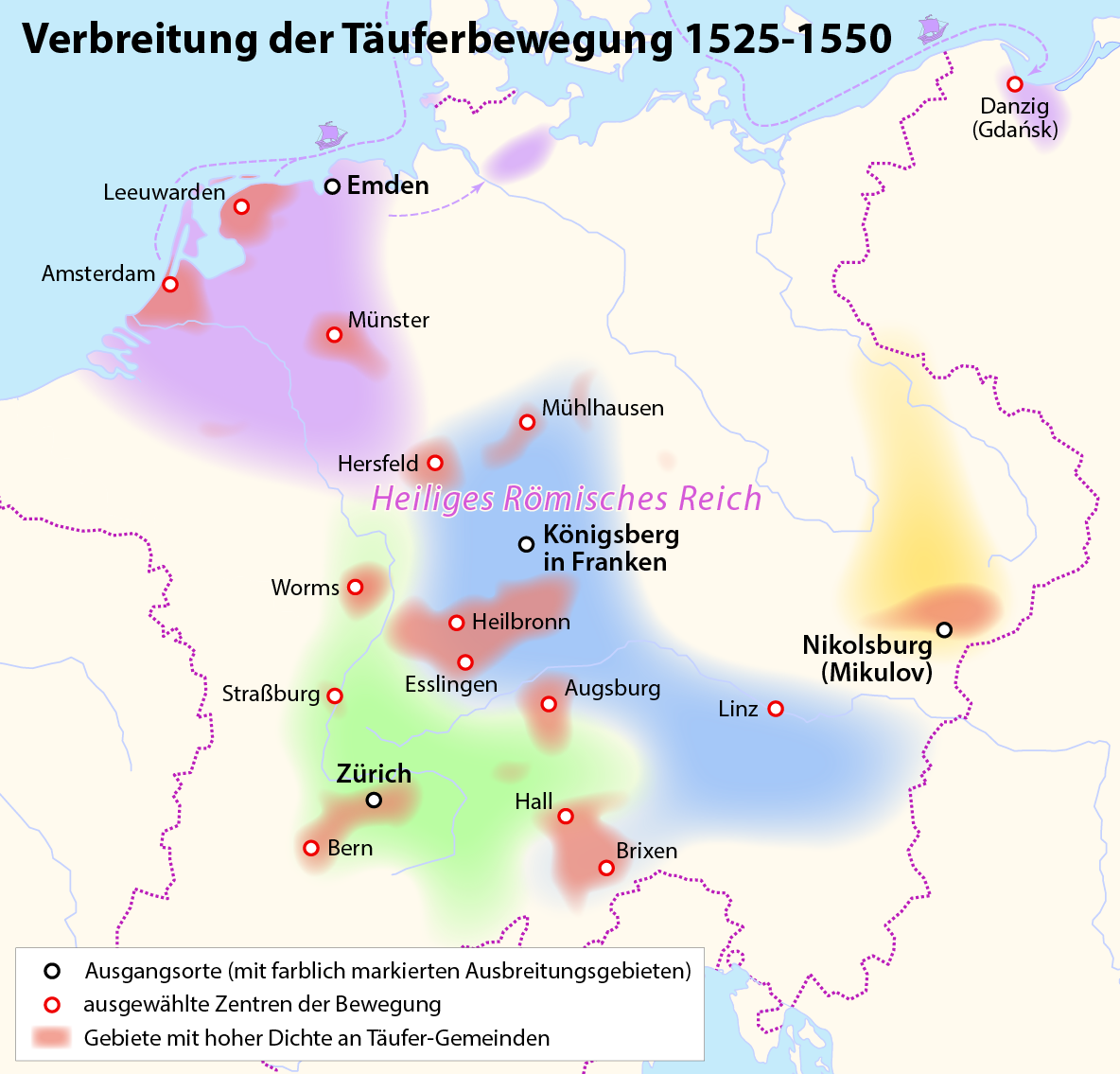
Ungefähre Verbreitung der ober- und mitteldeutschen Täuferbewegung in der Reformationszeit (in blauer Farbe)

Der Begriff Süddeutsche Täufer (auch Oberdeutsche Täufer) bezeichnet die im österreichischen, süd- und mitteldeutschen Raum verbreitete radikal-reformatorische Täuferbewegung des 16. Jahrhunderts. 

## Geschichte
Die Süddeutschen Täufer waren noch stark von Thomas Müntzer geprägt, wie dies am Beispiel Hans Huts deutlich wird, der eine apokalyptische Theologie vertrat. Zum Teil gab es jedoch auch starke spiritualistische Tendenzen, wie am Beispiel Hans Dencks deutlich wird. In beiden Punkten unterschieden sich die süddeutschen Täufer von den stärker biblizistischen Schweizer Täufern. Weitere zentrale Gestalten der süddeutschen Täuferbewegung waren Leonhard Schiemer, Hans Schlaffer und Melchior Rinck. Letztere vertraten ein stark ethisch orientiertes Christentum. Zentren der süddeutschen Täuferbewegung waren unter anderem das fränkische Königsberg und Augsburg. In Augsburg fand im August 1527 auch die sogenannte Augsburger Märtyrersynode statt, auf der Vertreter Hans Huts, Hans Denck als auch der Schweizer Täufer zusammenkamen. Auch Straßburg spielte eine nicht unbedeutende Rolle. Die Stadt wirkte auch als Schnittstelle zwischen der süddeutschen, schweizerischen und zum Teil auch der norddeutsch-niederländischen Täuferbewegung der Melchioriten. 
Aus dem süddeutschen und österreichischen Bereich fand infolge der zunehmenden Verfolgung auch eine nicht unbedeutende Migration nach Mähren statt, wo sich Gruppen wie die Austerlitzer Brüder, die Gabrieler, Philipper, Sabbater und vor allem die Hutterer herausbildeten. Letztere Gruppe besteht bis heute als eigenständige täuferische Denomination und setzte sich in den ersten Jahren vor allem aus nach Mähren geflohenen Tiroler Täufern zusammen. 
Einen bedeutenden Einfluss auf die süddeutschen Täufer nahm Pilgram Marpeck ein, der viele vor allem städtische geprägte Täufergemeinden im süddeutschen Raum im Marpeck-Kreis miteinander vernetzte und einen Zusammenschluss von stärker biblizistisch und spiritualistisch geprägten Gemeinden suchte.